# ディアーノ・ダルバ
ディアーノ・ダルバ（伊: Diano d'Alba）は、イタリア共和国ピエモンテ州クーネオ県にある、人口約3,600人の基礎自治体（コムーネ）。

## 地理

### 位置・広がり

#### 隣接コムーネ
隣接するコムーネは以下の通り。
- アルバ
- ベネヴェッロ
- グリンツァーネ・カヴール
- モンテルーポ・アルベーゼ
- ロデッロ
- セッラルンガ・ダルバ

#### 地震分類
イタリアの地震リスク階級 (it) では、4 
に分類される。

## 行政

### 分離集落
ディアーノ・ダルバには、以下の分離集落（フラツィオーネ）がある。
- Carzello, Gallo Conforso, Farinetti, Ricca, Servetti, Valle Talloria

## 姉妹都市
- ディアーノ・マリーナ、イタリア 2007年
- Néoules、フランス 2007年
- ドレーニャ・デル・コッリオ、イタリア 2007年